# Koldo Aguirre
Koldo Aguirre, született Luis María Aguirre Vidaurrázaga (Sondika, 1939. április 27. – Bilbao, 2019. július 3.) spanyol válogatott baszk labdarúgó, középpályás, edző.

## Pályafutása

### Klubcsapatban
1957 és 1969 között az Athletic Club labdarúgója volt. A bilbaói csapattal két spanyol kupagyőzelmet ért el. 1969–70-ben a Sabadell játékosa volt. 1970-ben az Alicante csapatában fejezte be az aktív labdarúgást.

### A válogatottban
1961 és 1965 között hét alkalommal szerepelt a spanyol válogatottban.

### Edzőként
1970–71-ben az Erandio, 1971–72-ben a Laudio, 1972–73-ban az Alavés vezetőedzője volt. 1974–75-ben a baszk válogatott, 1975–76-ban a Bilbao Athletic, 1976 és 1979 között az Athletic Club szakmai munkáját irányította. 1976–77-ben a bilbaói csapattal spanyol kupa- és UEFA-kupadöntős volt. 1979 és 1982 között a Hércules, 1983-ban a Valencia, a Mallorca, 1985–86-ban a Logroñés, 1988-ban a Lleida, 1993–94-ben a Bilbao Athletic, 1995–96-ban a Barakaldo vezetőedzőjeként tevékenykedett.

## Sikerei, díjai

### Játékosként
Athletic Club
- Spanyol kupa (Copa del Generalísimo)
  - győztes (2): 1958, 1969
  - döntős (2): 1966, 1967

### Edzőként
Athletic Club
- Spanyol kupa
  - döntős: 1977
- UEFA-kupa
  - döntős: 1976–77